# TJ Bohumín
TJ Bohumín byl český fotbalový klub z Bohumína. Klub zanikl v roce 2006 sloučením s FC Sokol Rapid Skřečoň do FK Bohumín. Jeho největším úspěchem bylo celkově jedenáctileté působení ve 2. lize (poprvé 1972/73, naposled 1994/95), zejména pak dvě 4. příčky v ročnících 1976/77 a 1977/78.

## Historie bohumínské kopané

### Vznik a předválečná éra (1931 – 1945)
Prvopočátky fotbalu na Bohumínsku spadají do 20. let 20. století (1928 – Slezská Slavia Bohumín), ale průlom přišel až v roce 1931, kdy byly založeny dva kluby – AFK Bohumín a SK Odra Pudlov. Oba byly zařazeny do I. B třídy Těšínské župy fotbalové a střídavě se pohybovaly mezi I. A a I. B třídou. Válečná léta přerušila dění v obou klubech a jejich činnost byla obnovena až v červnu 1945.

### Derby dvou klubů (1945 – 1960)
V roce 1948 vznikl z AFK Bohumín nový klub pod názvem Baník Bohumínské železárny Gustava Klimenta (BŽGK) a SK Odra Pudlov se změnila na Baník Drátovny Pudlov. Oba celky spolu hrály v krajské soutěži.
V roce 1958 došlo ke sloučení podniků BŽGK a Drátoven v Železárny a drátovny, národní podnik. Zkratka BŽGK se změnila na ŽD Bohumín. V sezoně 1959/60 obě mužstva bojovala v Oblastní soutěži (3. nejvyšší) a vzájemné souboje byly velkým tahákem. Podzimní derby obou rivalů, které skončilo bezbrankovou remízou, sledovalo rekordních 5 500 diváků. ŽD Bohumín sezonu zakončil na 5. místě, Pudlov na osmém.

### Úspěchy i první sloučení (1960 – 1989)
Až do ročníku 1962/63 oba kluby bojovaly v Přeboru Severomoravského kraje (3. liga), Baník Pudlov však na konci sezony sestoupil do I. A třídy.
V ročníku 1971/72 klub zvítězil v Národní fotbalové lize (3. liga) a poprvé ve své historii postoupil do 2. nejvyšší soutěže. Na úspěchu se podíleli tito hráči: Kotrla, Řezníček, Javorek, Stryk, Stloukal, Chrenko, Hrdý, Kaspřák, Poštulka, Noga, Nováček, Frič, Brezo, Krystek, Svoboda, Valík, Hajník a Marx.
V roce 1973 došlo ke sloučení ŽD Bohumín a ŽD Pudlov, které zaštiťoval stejný podnik, v tělovýchovnou jednotu s názvem TJ ŽD Bohumín. Z Pudlova, který hrál I. A třídu, se stala rezerva pod názvem TJ ŽD Bohumín B.

### Vzestup a krutý pád (1989 – 2006)
V sezoně 1992/93 se A-mužstvo vedené Miloslavem Bialekem dostalo potřetí a naposled ve své historii do 2. ligy. V létě 1993 začal mít oddíl ekonomické potíže a nebylo jisté, zda sezonu vůbec zahájí. Nakonec se účastnil, skončil však na předposledním místě.
V létě 1994 klub získal partnera z jižní Moravy, během několika týdnů došlo ke změnám v názvu na FC Bohumín, následně na FC Dipol Bohumín a do soutěže nastoupil jako FC Coring Bohumín. Dres týmu v tuto dobu oblékali i hráči jako Milan Lednický, Pavol Švantner, bratři Michal a Martin Guzikové, Peter Drozd, František Kunzo, Roman Chudík a další. Po tragickém startu do soutěže bohumínští sice skončili na nesestupové příčce, ovšem po sezoně klub opustili partneři a vedení odhlásilo mužstvo ze druhé ligy. Následně (znovu jako TJ ŽD Bohumín) nastupoval dva roky v MSFL. Pád klubu tím však nekončil a zastavil se až ve Slezském župním přeboru.

## Historické názvy
- 1931 – AFK Bohumín (Atletický a fotbalový klub Bohumín)
- 1948 – Baník BŽGK Bohumín (Baník Bohumínské železárny Gustava Klimenta Bohumín)
- 1958 – ŽD Bohumín (Železárny a drátovny Bohumín)
- 1973 – TJ ŽD Bohumín (Tělovýchovná jednota Železárny a drátovny Bohumín) – sloučení s ŽD Pudlov
- 1994 – FC Bohumín (Football Club Bohumín)
- 1994 – FC Dipol Bohumín (Football Club Dipol Bohumín)
- 1994 – FC Coring Bohumín (Football Club Coring Bohumín)
- 1995 – TJ ŽD Bohumín (Tělovýchovná jednota Železárny a drátovny Bohumín)
- 2005 – TJ Bohumín (Tělovýchovná jednota Bohumín)

## Umístění v jednotlivých sezonách
Legenda: Z – zápasy, V – výhry, R – remízy, P – porážky, VG – vstřelené góly, OG – obdržené góly, +/− – rozdíl skóre, B – body, červené podbarvení – sestup, zelené podbarvení – postup, fialové podbarvení – reorganizace, změna skupiny či soutěže
| Československo (1953 – 1993) |                                |        |    |    |    |    |    |    |     |    |        |
| Sezóny                       | Liga                           | Úroveň | Z  | V  | R  | P  | VG | OG | +/− | B  | Pozice |
| 1953                         | Krajský přebor – Ostrava       | 3      | 12 | 2  | 3  | 7  | 21 | 32 | −11 | 7  | 13.    |
| …                            |                                |        |    |    |    |    |    |    |     |    |        |
| 1959/60                      | Oblastní soutěž – sk. D        | 3      | 28 | 14 | 7  | 7  | 67 | 46 | +21 | 35 | 5.     |
| 1960/61                      | Severomoravský krajský přebor  | 3      | 26 | 14 | 2  | 10 | 57 | 39 | +18 | 30 | 3.     |
| 1961/62                      | Severomoravský krajský přebor  | 3      | 26 | 9  | 7  | 10 | 44 | 44 | 0   | 25 | 7.     |
| 1962/63                      | Severomoravský krajský přebor  | 3      | 26 | 14 | 6  | 6  | 42 | 36 | +6  | 34 | 4.     |
| 1963/64                      | Severomoravský krajský přebor  | 3      | 26 | 17 | 0  | 9  | 53 | 31 | +22 | 34 | 4.     |
| 1964/65                      | Severomoravský krajský přebor  | 3      | 26 | 15 | 6  | 5  | 56 | 27 | +29 | 36 | 2.     |
| 1965/66                      | Divize D                       | 3      | 26 | 9  | 7  | 10 | 31 | 32 | −1  | 25 | 10.    |
| 1966/67                      | Divize D                       | 3      | 26 | 10 | 8  | 8  | 35 | 34 | +1  | 28 | 6.     |
| 1967/68                      | Divize D                       | 3      | 26 | 13 | 4  | 9  | 45 | 26 | +19 | 30 | 5.     |
| 1968/69                      | Divize D                       | 3      | 26 | 9  | 11 | 6  | 29 | 25 | +4  | 29 | 6.     |
| 1969/70                      | III. liga – sk. B              | 3      | 30 | 15 | 6  | 9  | 65 | 43 | +22 | 36 | 5.     |
| 1970/71                      | III. liga – sk. B              | 3      | 30 | 15 | 10 | 5  | 48 | 32 | +16 | 40 | 2.     |
| 1971/72                      | III. liga – sk. B              | 3      | 30 | 17 | 6  | 7  | 44 | 30 | +14 | 40 | 1.     |
| 1972/73                      | II. liga                       | 2      | 30 | 12 | 8  | 10 | 42 | 50 | −8  | 32 | 7.     |
| 1973/74                      | II. liga                       | 2      | 30 | 8  | 8  | 14 | 26 | 39 | −13 | 24 | 16.    |
| 1974/75                      | ČNFL – sk. B                   | 3      | 30 | 16 | 12 | 2  | 51 | 22 | +29 | 44 | 2.     |
| 1975/76                      | ČNFL – sk. B                   | 3      | 30 | 18 | 8  | 4  | 52 | 20 | +32 | 44 | 1.     |
| 1976/77                      | II. liga                       | 2      | 30 | 12 | 9  | 9  | 39 | 27 | +12 | 33 | 4.     |
| 1977/78                      | ČNFL – sk. B                   | 2      | 30 | 12 | 9  | 9  | 40 | 32 | +8  | 33 | 4.     |
| 1978/79                      | ČNFL – sk. B                   | 2      | 30 | 12 | 6  | 12 | 42 | 43 | −1  | 30 | 6.     |
| 1979/80                      | ČNFL – sk. B                   | 2      | 30 | 14 | 2  | 14 | 42 | 50 | −8  | 30 | 9.     |
| 1980/81                      | ČNFL – sk. B                   | 2      | 30 | 14 | 5  | 11 | 43 | 28 | +15 | 33 | 8.     |
| 1981/82                      | I. ČNFL                        | 2      | 30 | 6  | 13 | 11 | 30 | 41 | −11 | 25 | 13.    |
| 1982/83                      | I. ČNFL                        | 2      | 30 | 11 | 5  | 14 | 27 | 32 | −5  | 27 | 14.    |
| 1983/84                      | II. ČNFL – sk. B               | 3      | 30 | 13 | 11 | 6  | 48 | 34 | +14 | 37 | 4.     |
| 1984/85                      | II. ČNFL – sk. B               | 3      | 30 | 14 | 5  | 11 | 41 | 38 | +3  | 33 | 7.     |
| 1985/86                      | II. ČNFL – sk. B               | 3      | 30 | 13 | 10 | 7  | 49 | 31 | +18 | 36 | 5.     |
| 1986/87                      | II. ČNFL – sk. B               | 3      | 30 | 14 | 4  | 12 | 61 | 48 | +13 | 32 | 6.     |
| 1987/88                      | II. ČNFL – sk. B               | 3      | 28 | 13 | 5  | 10 | 43 | 44 | −1  | 31 | 6.     |
| 1988/89                      | II. ČNFL – sk. B               | 3      | 30 | 12 | 6  | 12 | 40 | 46 | −6  | 30 | 5.     |
| 1989/90                      | II. ČNFL – sk. B               | 3      | 30 | 12 | 6  | 12 | 37 | 38 | −1  | 30 | 10.    |
| 1990/91                      | II. ČNFL – sk. B               | 3      | 30 | 13 | 11 | 6  | 41 | 27 | +14 | 37 | 3.     |
| 1991/92                      | Moravskoslezská fotbalová liga | 3      | 30 | 13 | 7  | 10 | 29 | 32 | −3  | 33 | 5.     |
| 1992/93                      | MSFL                           | 3      | 30 | 18 | 6  | 6  | 50 | 23 | +27 | 42 | 2.     |
| Česko (1993 – 2006)          |                                |        |    |    |    |    |    |    |     |    |        |
| Sezóna                       | Liga                           | Úroveň | Z  | V  | R  | P  | VG | OG | +/− | B  | Pozice |
| 1993/94                      | 2. liga                        | 2      | 30 | 6  | 6  | 18 | 22 | 60 | −38 | 18 | 15.    |
| 1994/95                      | 2. liga                        | 2      | 34 | 14 | 4  | 16 | 46 | 52 | −6  | 46 | 13.    |
| 1995/96                      | MSFL                           | 3      | 28 | 4  | 6  | 18 | 22 | 72 | −50 | 18 | 15.    |
| 1996/97                      | MSFL                           | 3      | 28 | 4  | 6  | 18 | 15 | 46 | −31 | 18 | 15.    |
| 1997/98                      | Divize E                       | 4      | 30 | 8  | 3  | 19 | 42 | 74 | −32 | 27 | 16.    |
| 1998/99                      | Slezský župní přebor           | 5      | 30 | 13 | 7  | 10 | 50 | 37 | +13 | 46 | 5.     |
| 1999/00                      | Slezský župní přebor           | 5      | 30 | 9  | 9  | 12 | 44 | 49 | −5  | 36 | 11.    |
| 2000/01                      | Slezský župní přebor           | 5      | 30 | 13 | 5  | 12 | 53 | 58 | −5  | 44 | 6.     |
| 2001/02                      | Slezský župní přebor           | 5      | 30 | 12 | 5  | 13 | 51 | 57 | −6  | 41 | 7.     |
| 2002/03                      | Přebor Moravskoslezského kraje | 5      | 30 | 10 | 10 | 10 | 38 | 48 | −10 | 40 | 8.     |
| 2003/04                      | Přebor Moravskoslezského kraje | 5      | 30 | 8  | 7  | 15 | 37 | 52 | −15 | 31 | 13.    |
| 2004/05                      | Přebor Moravskoslezského kraje | 5      | 30 | 7  | 11 | 12 | 36 | 40 | −4  | 32 | 12.    |
| 2005/06                      | Přebor Moravskoslezského kraje | 5      | 30 | 11 | 4  | 15 | 47 | 53 | −6  | 37 | 10.    |

Poznámky:
- 1954 – 1958/59: klub hrál 4. nejvyšší soutěž
- 1968/69: po sezoně došlo k reorganizaci soutěží (platných od 1969/70)
- 1992/93: Do 2. ligy ČR 1993/94 postoupila taktéž mužstva FK VP Frýdek-Místek (vítěz) a TJ KS Brno (3. místo).

## TJ ŽD Bohumín „B“
Tělovýchovný jednota Železárny a drátovny Bohumín „B“ byl rezervní tým Bohumína, který se pohyboval v krajských soutěžích.

### Umístění v jednotlivých sezonách
Legenda: Z – zápasy, V – výhry, R – remízy, P – porážky, VG – vstřelené góly, OG – obdržené góly, +/− – rozdíl skóre, B – body, červené podbarvení – sestup, zelené podbarvení – postup, fialové podbarvení – reorganizace, změna skupiny či soutěže
| Československo (1988 – 1993) |                                           |        |    |     |     |     |     |     |     |    |        |
| Sezóny                       | Liga                                      | Úroveň | Z  | V   | R   | P   | VG  | OG  | +/− | B  | Pozice |
| 1988/89                      | Severomoravský krajský přebor             | 5      | 30 | 12  | 4   | 14  | 41  | 56  | −15 | 28 | 10.    |
| 1989/90                      | Severomoravský krajský přebor             | 5      | 30 | ... | ... | ... | ... | ... | ... |    |        |
| 1990/91                      | I. A třída Severomoravského kraje – sk. A | 6      | 26 | 6   | 8   | 12  | 25  | 33  | −8  | 20 | 12.    |
| 1991/92                      | I. A třída Slezské župy – sk. A           | 6      | 26 | 14  | 5   | 7   | 49  | 34  | +15 | 33 | 2.     |
| 1992/93                      | I. A třída Slezské župy – sk. A           | 6      | 26 | 7   | 8   | 11  | 29  | 38  | −9  | 22 | 12.    |
| Česko (1993 – 2001)          |                                           |        |    |     |     |     |     |     |     |    |        |
| Sezóny                       | Liga                                      | Úroveň | Z  | V   | R   | P   | VG  | OG  | +/− | B  | Pozice |
| 1993/94                      | I. B třída Slezské župy – sk. C           | 7      | 26 | 12  | 3   | 11  | 44  | 40  | +4  | 27 | 5.     |
| 1994/95                      | I. B třída Slezské župy – sk. C           | 7      | 26 | 10  | 7   | 9   | 40  | 36  | +4  | 37 | 5.     |
| 1995/96                      | I. B třída Slezské župy – sk. B           | 7      | 26 | 8   | 5   | 13  | 33  | 50  | −17 | 29 | 9.     |
| 1996/97                      | I. B třída Slezské župy – sk. B           | 7      | 26 | 15  | 4   | 7   | 59  | 45  | +14 | 49 | 2.     |
| 1997/98                      | I. B třída Slezské župy – sk. C           | 7      | 26 | 10  | 3   | 13  | 48  | 66  | −18 | 33 | 8.     |
| 1998/99                      | I. B třída Slezské župy – sk. C           | 7      | 26 | 10  | 3   | 13  | 39  | 49  | −10 | 33 | 10.    |
| …                            |                                           |        |    |     |     |     |     |     |     |    |        |
| 2000/01                      | I. B třída Slezské župy – sk. B           | 7      | 26 | 9   | 4   | 13  | 59  | 64  | −5  | 31 | 11.    |